# Jan Kupecký
Jan Kupecký (ur. 3 kwietnia 1667 w Pezinku, zm. 16 lipca 1740 w Norymberdze) – słowacki malarz, reprezentant realistycznego nurtu malarstwa późnobarokowego.

## Życie i twórczość
Pochodził z prostej rodziny tkaczy, którzy z powodów religijnych, jako protestanci, musieli opuścić Czechy i osiedlili się w Pezinku koło Bratysławy, wówczas należącym do Węgier. W wieku lat piętnastu, wbrew woli ojca, rozpoczął naukę malarstwa, początkowo na Morawach na zamku Holič, gdzie jego pierwszym nauczycielem został szwajcarski malarz Benedikt Clauss (1636-1707). Następnie, w 1684, wraz ze swoim nauczycielem wyjechał do Wiednia. 
Po trzech latach przeniósł się do Włoch, gdzie przez Wenecję dotarł i osiadł w Rzymie. W 1700 otworzył w Rzymie własne atelier, podejmując pracę jako portrecista, jednocześnie zapoznając się z osiągnięciami malarstwa włoskiego, niemieckiego i holenderskiego oraz poszukując własnego sposobu wyrazu artystycznego. Pobyt we Włoszech ostatecznie ukształtował osobowość artystyczną Kupeckiego. 
Po 20 latach opuścił Włochy i w 1707 zamieszkał w Wiedniu, stając się znanym i modnym portrecistą oraz nawiązując ściślejsze kontakty ze środowiskiem czeskich artystów. W tym okresie ożenił się z córką swego dawnego nauczyciela Benedykta Clausa – Zuzanną, z którą miał dwoje dzieci (córkę i syna), które jednak nie dożyły pełnoletniości. W 1711 portretował w Karlowym Warach cara Piotra I. W 1716 spotkał się w Pradze z Piotrem Brandlem. 
Rywalizacja pomiędzy wiedeńskimi malarzami oraz strach przed prześladowaniami religijnymi spowodowały, że w 1723 Kupecký wraz z żoną i synem wyjechał z Wiednia do Norymbergi, gdzie również osiągnął sukces. Przez następne dziesięć lat odbył kilka podróży, podczas których wykonywał liczne portrety na zamówienie dostojników świeckich i kościelnych.
W listopadzie 1733 zmarł w wieku siedemnastu lat syn Kupeckiego – Christoph Johann Friedrich. Ta nagła śmierć załamała artystę. Przez ostatnie siedem lat swojego życia nie opuszczał już Norymbergi, odmawiając zleceń poza miastem. Z wiekiem zaczął chorować na podagrę, co w znacznym stopniu utrudniało mu malowanie. Jan Kupecký zmarł w Norymberdze i został pochowany na cmentarzu przy kościele św. Jana. 
Chociaż w swoim dorosłym życiu tylko krótkie okresy spędzał w Czechach, to do końca życia podkreślał swój związek z ojczyzną - w dokumentach z epoki pojawiają się takie jego określenia jak Mahler aus Böhmen czy Pictor boemus (Malarz czeski). 
Kupecký uważany jest obecnie za największego środkowoeuropejskiego mistrza portretu barokowego. W jego twórczości przeplatają się wpływy portretu francuskiego, pełne barokowego patosu i dopełniane gloryfikującą alegoryką, z odmienną w swym wyrazie, pogłębioną psychologicznie, intymną tradycją portretu holenderskiego, przy czym ta druga konwencja wydaje się bliższa sercu artysty.

## Galeria

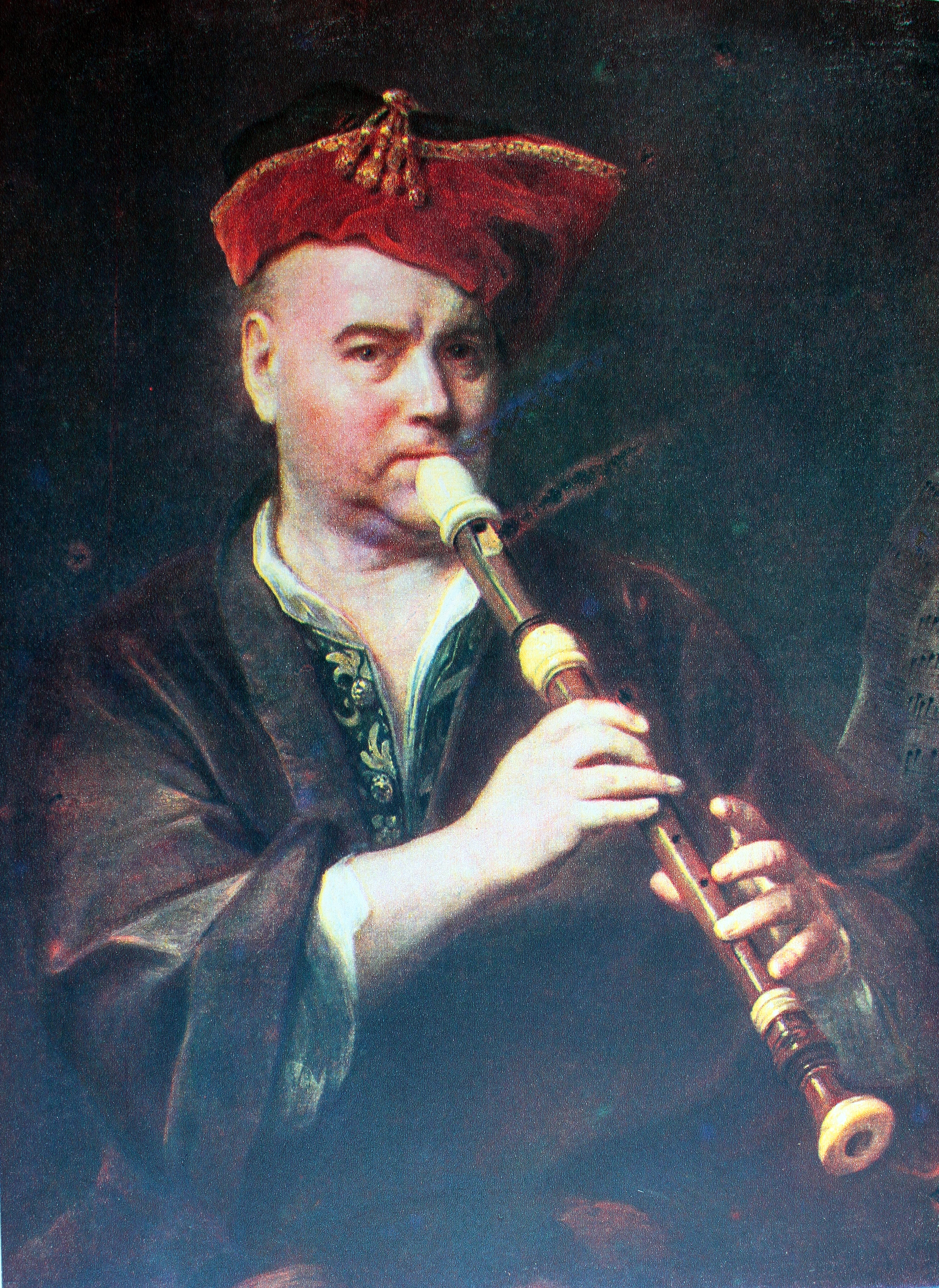
Flecista, 1690
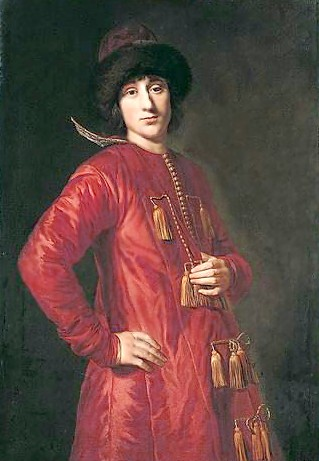
Aleksander Benedykt Sobieski, portret syna króla Jana III Sobieskiego, ok. 1690
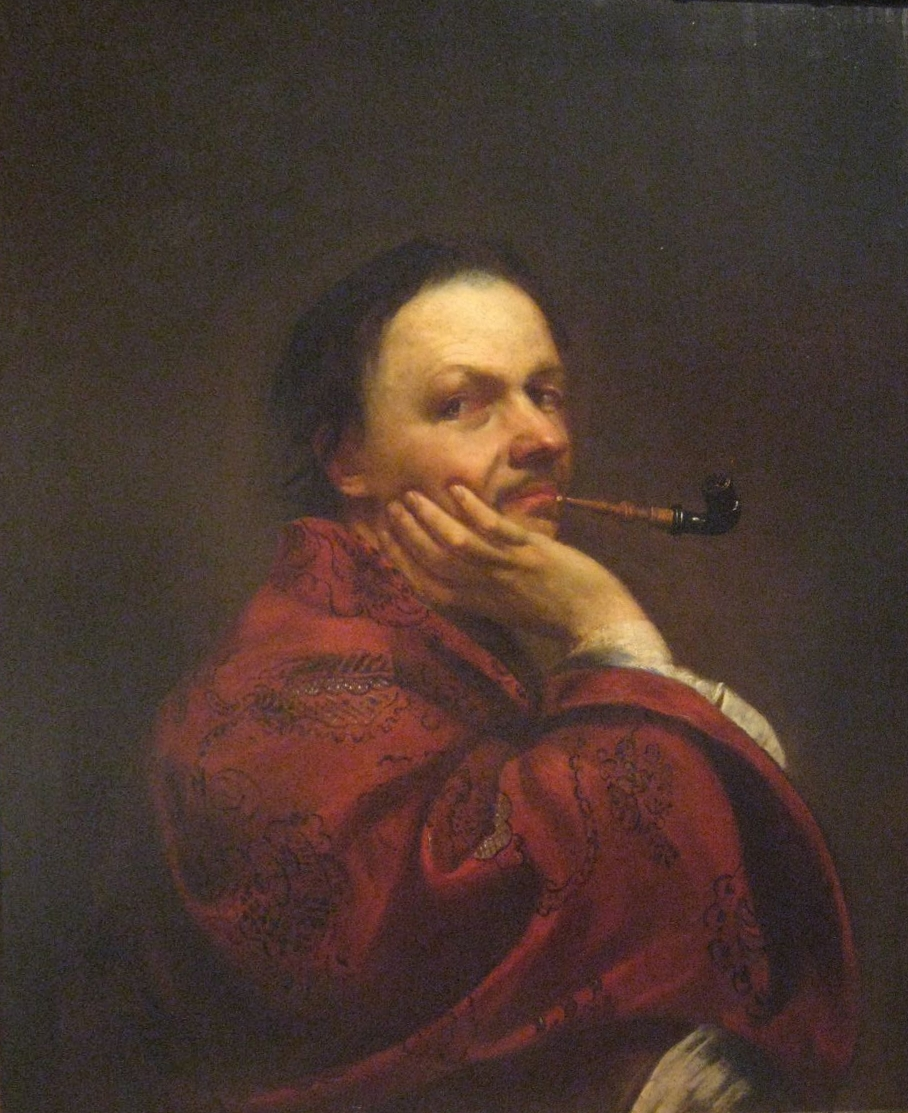
Autoportret, 1707
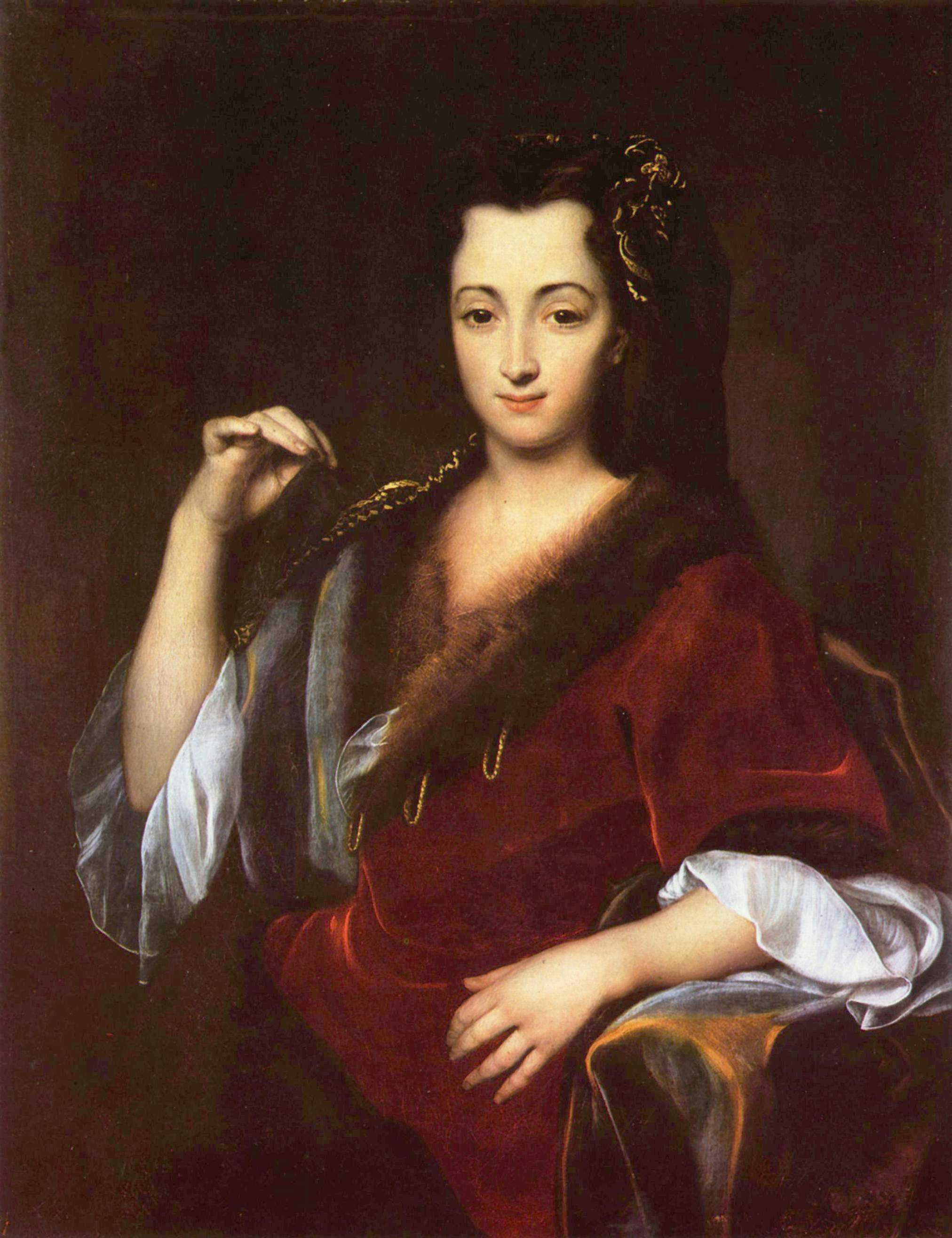
Portret młodej Polki, ok. 1710
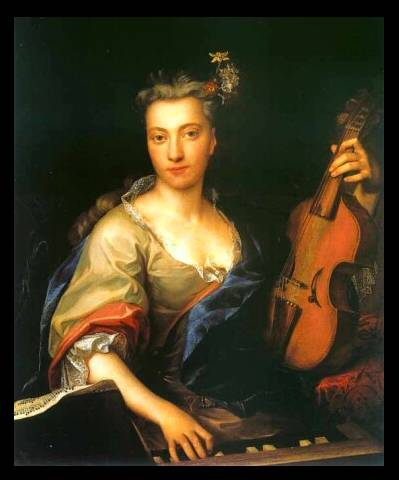
Młoda kobieta ze skrzypcami, ok. 1720
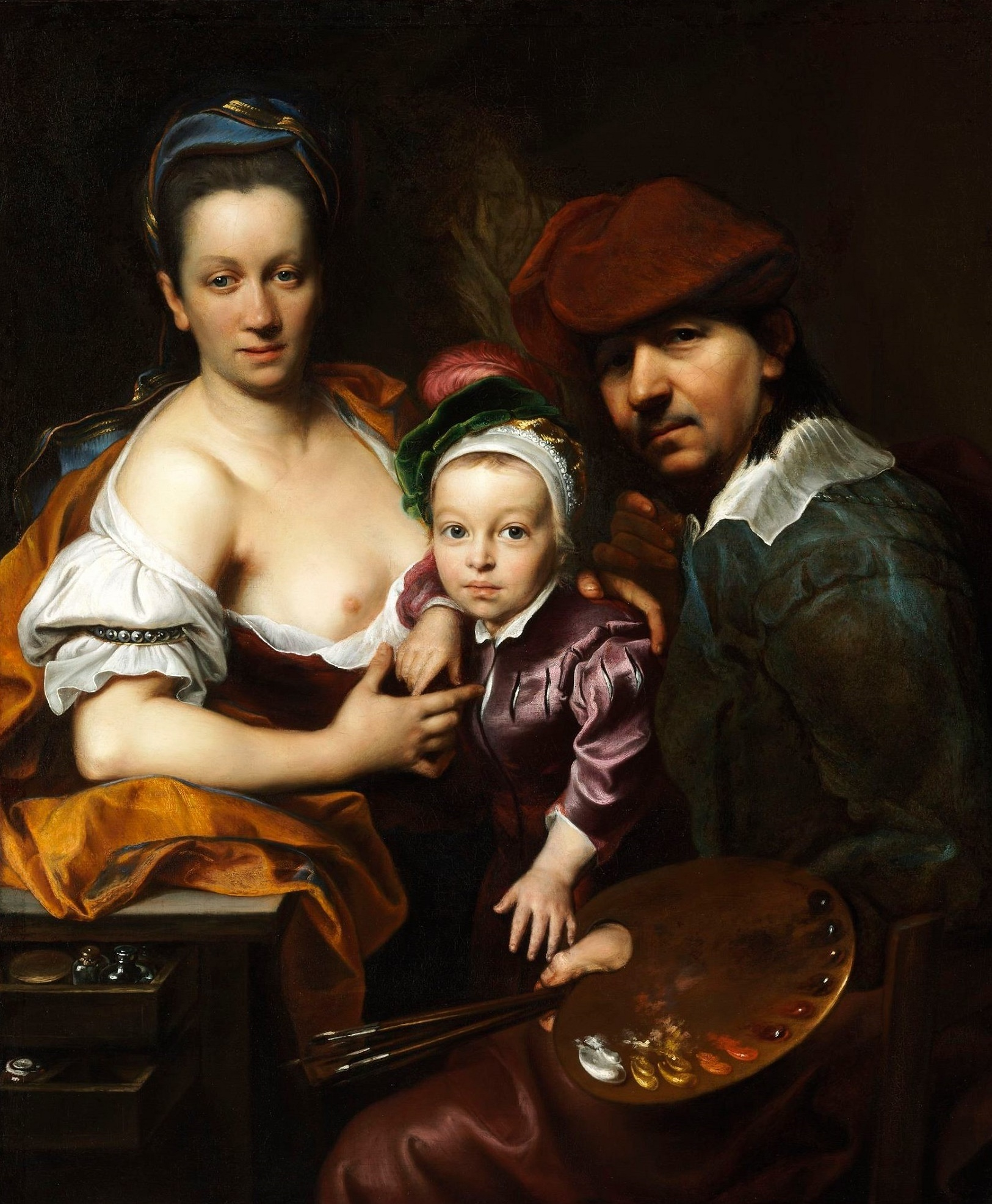
Portret artysty z żoną i synem
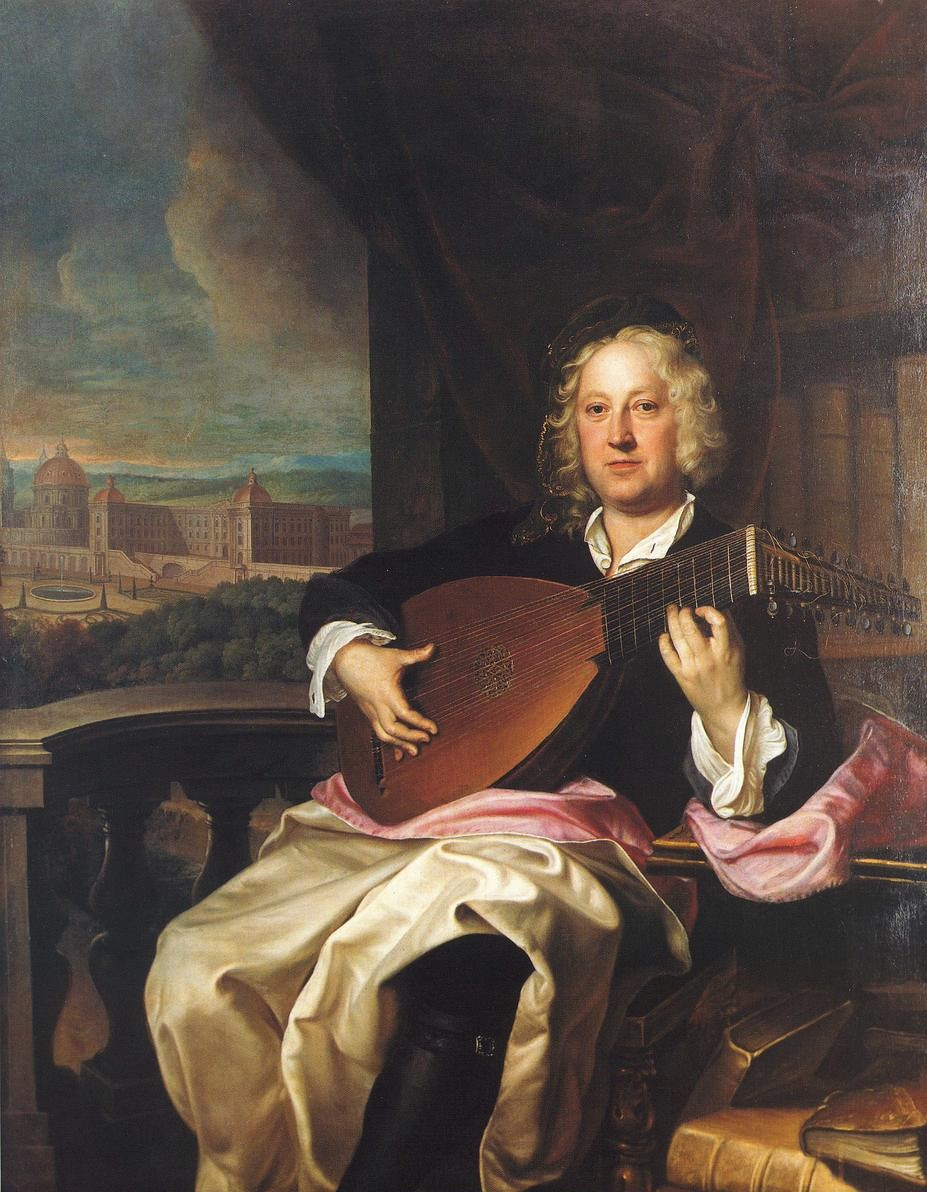
Jan Adam Questenburk z lutnią, ok. 1720
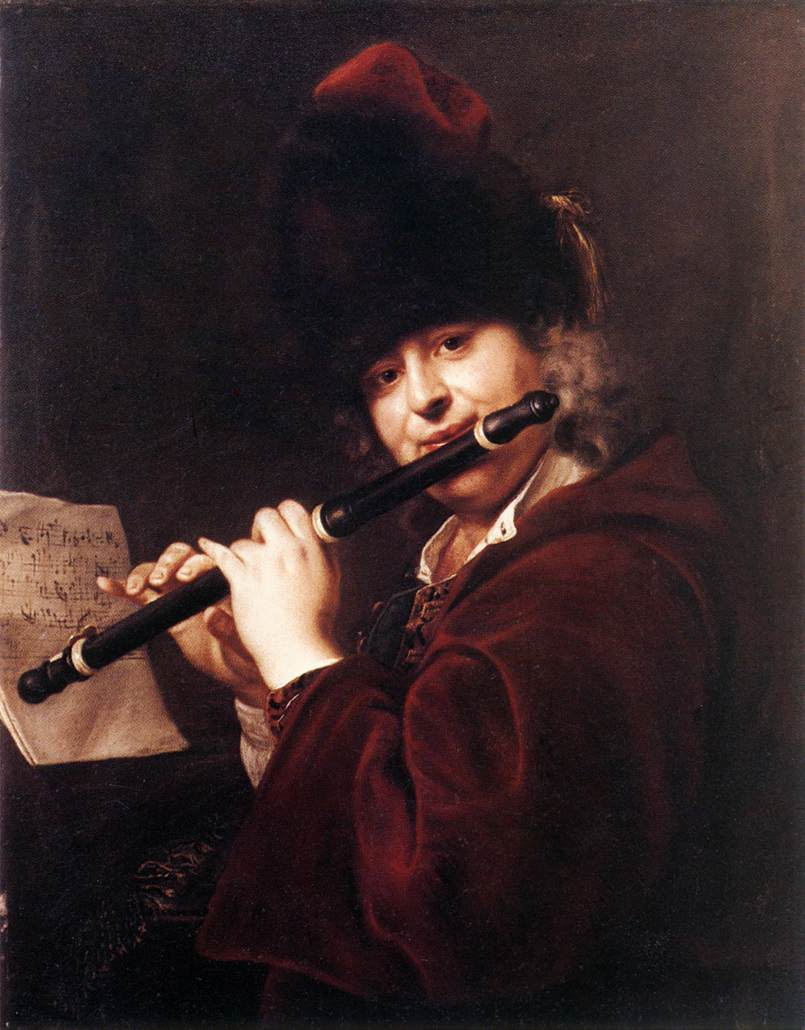
Portret muzyka dworskiego Josefa Lambergera, ok. 1730